# English Premier Ice Hockey League
English Premier Ice Hockey League (EPIHL) – drugi poziom ligowy rozgrywek hokeja na lodzie w Wielkiej Brytanii.

## Historia
Liga została założona w 1998 w wyniku podziału rozgrywek English League na Premier Division i Division 1. Do 2000 działała pod nazwą English League Premier Division. Po likwidacji British National League od 2006 liga EPIHL stanowi drugi poziom rozgrywkowy w Wielkiej Brytanii. Liga ma status zamknięty i nie dochodzi do awansów do rozgrywek najwyższego szczebla Elite Ice Hockey League oraz spadków z niej.
W ramach rozgrywek EPIHL rozgrywany jest sezon zasadniczy, runda play-off oraz rozgrywka o trofeum English Cup.

## Triumfatorzy
| Sezon     | Sezon regularny         | Zwycięzca play-off      | Zdobywca English Premier Cup                       |
| --------- | ----------------------- | ----------------------- | -------------------------------------------------- |
| 1998/1999 | Solihull Barons         | Solihull Barons         | Milton Keynes Kings                                |
| 1999/2000 | Chelmsford Chieftains   | Chelmsford Chieftains   | nie rozgrywano                                     |
| 2000/2001 | Swindon Wildcats        | Romford Raiders         | nie rozgrywano                                     |
| 2001/2002 | Invicta Dynamos         | Invicta Dynamos         | Romford Raiders                                    |
| 2002/2003 | Peterborough Phantoms   | Milton Keynes Lightning | Wightlink Raiders                                  |
| 2003/2004 | Milton Keynes Lightning | Milton Keynes Lightning | Peterborough Phantoms                              |
| 2004/2005 | Milton Keynes Lightning | Milton Keynes Lightning | Romford Raiders                                    |
| 2005/2006 | Guildford Flames        | Milton Keynes Lightning | Bracknell Bees                                     |
| 2006/2007 | Bracknell Bees          | Bracknell Bees          | Guildford Flames                                   |
| 2007/2008 | Bracknell Bees          | Slough Jets             | Bracknell Bees Knockout-Cup: Peterborough Phantoms |
| 2008/2009 | Peterborough Phantoms   | Peterborough Phantoms   | Peterborough Phantoms                              |
| 2009/2010 | Milton Keynes Lightning | Slough Jets             | Guildford Flames                                   |
| 2010/2011 | Manchester Phoenix      | Guildford Flames        | Slough Jets                                        |
| 2011/2012 | Guildford Flames        | Slough Jets             | Guildford Flames                                   |
| 2012/2013 | Guildford Flames        | Manchester Phoenix      | Guildford Flames                                   |
| 2013/2014 | Manchester Phoenix      | Basingstoke Bison       | Basingstoke Bison                                  |
| 2014/2015 | Telford Tigers          | Peterborough Phantoms   | Telford Tigers                                     |
| 2015/2016 | Basingstoke Bison       | Guildford Flames        | Guildford Flames                                   |
| 2016/2017 | Telford Tigers          | Milton Keynes Lightning | Milton Keynes Lightning                            |

## Uczestnicy
Kluby w sezonie 2015/2016
| Klub                    | Miasto        | Lodowisko                      |
| ----------------------- | ------------- | ------------------------------ |
| Basingstoke Bison       | Basingstoke   | Planet Ice Silverdome Arena    |
| Bracknell Bees          | Bracknell     | John Nike Leisuresport Complex |
| Guildford Flames        | Guildford     | Guildford Spectrum             |
| Hull Pirates            | Hull          | Hull Arena                     |
| Manchester Phoenix      | Manchester    | Altrincham Ice Dome            |
| Milton Keynes Lightning | Milton Keynes | Planet Ice Arena               |
| Peterborough Phantoms   | Peterborough  | Planet Ice Peterborough        |
| Sheffield Steeldogs     | Sheffield     | iceSheffield                   |
| Swindon Wildcats        | Swindon       | Link Centre                    |
| Telford Tigers          | Telford       | Telford Ice Rink               |

Byli uczestnicy
- Billingham Eagles (1997/1998)
- Blackburn Hawks (1998/1999)
- Britische U18/U20-Nationalmannschaft (2000–2003)
- Chelmsford Chieftains (1998–2001, 2002–2008)
- Haringey Greyhounds (2000–2003)
- Hull Stingrays (1997–1998, 2005/06)
- Invicta Dynamos (1997–2003)
- Milton Keynes Kings (1998/99)
- Nottingham Lions (2000–2003)
- Oxford City Stars (1998/1999)
- Romford Raiders (1998–2010)
- Sheffield Scimitars (2005–2010)
- Slough Jets (–2014)
- Solihull Barons (1997–1999, 2000–2002, 2003–2007)
- Sunderland Chiefs (1997/1998)
- Whitley Bay Warriors (1997/1998)
- Wightlink Raiders (1997–2009)